# 小行星9923
小行星9923（英語：9923）是一颗围绕太阳公转的小行星。1981年3月7日，舒爾特·巴斯在赛丁泉山发现了此天体。
这颗小行星的绝对星等为79.67891311496477等。